# Kanton Atahualpa
Der Kanton Atahualpa befindet sich in der Provinz El Oro im Süden von Ecuador. Er besitzt eine Fläche von 277,8 km². Im Jahr 2020 lag die Einwohnerzahl schätzungsweise bei 6440. Verwaltungssitz des Kantons ist die Ortschaft Paccha mit 1594 Einwohnern (Stand 2010). Der Kanton Atahualpa wurde am 25. April 1984 eingerichtet.

## Lage
Der Kanton Atahualpa befindet sich in den westlichen Ausläufern der Anden zentral in der Provinz El Oro. Der Südosten wird über den Río Puyango, der Südwesten über den Río Arenillas sowie der Norden über den Río Santa Rosa entwässert. Die Fernstraße E585 (Pasaje–Zaruma) führt durch den Kanton und am Hauptort Paccha vorbei.
Der Kanton Atahualpa grenzt im Osten an den Kanton Zaruma, im Süden an den Kanton Piñas, im Westen an den Kanton Santa Rosa sowie im Norden an die Kantone Pasaje und Chilla.

## Verwaltungsgliederung
Der Kanton Atahualpa ist in die Parroquia urbana („städtisches Kirchspiel“)
- Paccha

und in die Parroquias rurales („ländliches Kirchspiel“)
- Ayapamba
- Cordoncillo
- Milagro
- San José
- San Juan de Cerro Azul

gegliedert.